# Магритт (кинопремия, 2018)
8-я церемония вручения премии «Магритт» за 2017 год состоялась 3 февраля 2018 года в конференц-центре «Квадрат», в историческом месте Брюсселя — горе Искусств, под председательством Наташи Ренье. Во время церемонии бельгийская Академия Андре Дельво представила награды «Магритт» в 22 категориях. Номинанты церемонии были объявлены 11 января 2018 года. Драма Стефана Стрекера «Свадьба» была выдвинута в наибольшем количестве номинаций — 8.
Трансляция церемонии в Бельгии проходила на телеканале La Deux. Ведущим церемонии в третий раз выступил актёр Фабрицио Ронджоне.

## Статистика
Фильмы, получившие несколько номинаций.
| Фильм                         | Номинаций | Наград |
| ----------------------------- | --------- | ------ |
| • Свадьба                     | 8         | 3      |
| • С нами                      | 7         | 1      |
| • В Сирии                     | 6         | 5      |
| • Страсть и верность          | 5         | 1      |
| • Король бельгийцев           | 5         | 1      |
| • Дом                         | 4         | 1      |
| • Сырое                       | 4         | 2      |
| • Слепая зона                 | 4         | 1      |
| • Чудеса в Париже             | 3         | 1      |
| • Мой ангел                   | 3         | 1      |
| • Сонар                       | 3         | —      |
| • Даже любители получают блюз | 2         | —      |
| • Не говори ей                | 2         | 1      |
| • Избавь меня от сомнений     | 2         | —      |

## Список лауреатов и номинантов
| Лучший фильм | Лучший режиссёр |
| --- | --- |
| ★ «Свадьба» / Noces — Стефан Стрекер - «Чудеса в Париже» / Paris pieds nus — Доминик Абель и Фиона Гордон - «С нами» / Chez nous — Люка Бельво - «Слепая зона» / Dode hoek — Набиль Бен Ядир - «В Сирии» / InSyriated — Филипп ван Леу | ★ Филипп ван Леу — «В Сирии» - Люка Бельво — «С нами» - Набиль Бен Ядир — «Слепая зона» - Стефан Стрекер — «Свадьба» |
| Лучший актёр | Лучшая актриса |
| ★ Петер Ван ден Бегин — «Король бельгийцев» - Франсуа Дамьен — «Избавь меня от сомнений» - Жереми Ренье — «Двуличный любовник» - Маттиас Схунартс — «Страсть и верность»                                                               | ★ Эмили Декьенн — «С нами» - Фиона Гордон — «Чудеса в Париже» - Люси Дебе — «Король бельгийцев» - Сесиль де Франс — «Избавь меня от сомнений»                                                                           |
| Лучший актёр второго плана | Лучшая актриса второго плана |
| ★ Жан-Бенуа Южё — «Страсть и верность» - Патрик Декам — «С нами» - Лоран Капеллуто — «Не говори ей» - Давид Муржиа — «Слепая зона» | ★ Аврора Марион — «Свадьба» - Изабель де Хертог — «Дочь Бреста» - Люси Дебе — «Исповедь» - Иоланда Моро — «Жизнь» |
| Самый многообещающий актёр | Самая многообещающая актриса |
| ★ Суфьян Шила — «Слепая зона» - Арье Вортхальтер — «Прошлое перед нами» - Мистраль Гидотти — «Дом» - Батист Сорнен — «Сонар» | ★ Майя Дори — «Мой ангел» - Фантина Ардуан — «Хэппи-энд» - Лена Сёйкербёйк — «Дом» - Адриана да Фонсека — «Даже любители получают блюз»                                                                                 |
| Лучший сценарий | Лучший первый фильм |
| ★ Филипп ван Леу — «В Сирии» - Люка Бельво — «С нами» - Петер Бросенс, Джессика Вудворт — «Король бельгийцев» - Стефан Стрекер — «Свадьба»                                                                                             | ★ «Не говори ей» — Соланж Сикурель - «Даже любители получают блюз» — Лоран Мишоли - «Сонар» — Жан-Филипп Мартин - «Я остался в лес» — Майкл Биер, Эрика Сейнт и Винсент Солед - Spit’n’Split — Жером Вондеветайн        |
| Лучший фламандский фильм | Лучший иностранный фильм совместного производства |
| ★ «Дом» — Фин Трох - «Груз» — Жиль Кулье - «Страсть и верность» — Михаэль Р. Роскам - «Король бельгийцев» — Петер Бросенс, Джессика Вудворт                                                                                            | ★ «Сырое» — Жюлия Дюкурно (Франция/Бельгия) - «Выпускной» — Кристиан Мунджиу (Румыния/Франция/Бельгия) - «Нелюбовь» — Андрей Звягинцев (Россия/Франция) - «Я, Дэниел Блейк» — Кен Лоуч (Великобритания/Франция/Бельгия) |
| Лучший оператор | Лучшие декорации |
| ★ Виржиньи Сурдай — «В Сирии» - Джульетта ван Дормель — «Мой ангел» - Рубен Импенс — «Сырое» | ★ Лори Колсон — «Сырое» - Катрин Косме — «Свадьба» - Люк Ноэль — «Мой ангел» |
| Лучший дизайн костюмов | Лучшая оригинальная музыка |
| ★ Софи ван ден Кейбус — «Свадьба» - Элиза Ансьон — «Сырое» - Клодин Тишон — «Король бельгийцев» | ★ Жан-Люк Фафша — «В Сирии» - Фредерик Вершеваль — «С нами» - Раф Кюнен — «Страсть и верность» |
| Лучший звук | Лучший монтаж |
| ★ Поль Хейманс, Алек Гос — «В Сирии» - Оливье Ронваль, Мишель Шиллингс — «Свадьба» - Феликс Блюм, Бенуа Бираль, Фредерик Мерт — «Сонар»                                                                                                | ★ Сандрин Деежен — «Чудеса в Париже» - Жером Гийо — «Свадьба» - Ален Дессоваж — «Страсть и верность» - Нико Ленен — «Дом» - Людо Трох — «С нами»                                                                        |
| Лучший игровой короткометражный фильм | Лучший анимационный короткометражный фильм |
| ★ «С Тельмой» — Анн Сиро и Рафаэль Бальбони - «Маленькие руки» — Реми Алье - «Фильм лета» — Эммануэль Марр ★ «Капиталисты» / Kapitalistis — Пабло Муньос Гомес                                                                         | ★ «Лев и обезьяна» — Бенуа Ферумон - «69 секунд» — Лора Николас - «Ветер в камышах» — Николя Лигори и Арно Демонк - «Единорог» — Реми Дюран                                                                             |
| Лучший документальный фильм | |
| ★ «Выгорание» — Жером ле Мер - «Бельгийская история Каннского фестиваля» — Анри де Жерлаш - «Оставшийся в живых» — Полин Беньи - Enfants du Hasard — Тьерри Мишель и Паскаль Колсон                                                    | |
| Почётный Магритт | |
| ★ Сандрин Боннер | |